# Flein
Flein ist eine Gemeinde im Landkreis Heilbronn im nördlichen Baden-Württemberg. Der 1188 erstmals erwähnte Ort gehörte ab 1385 der nahen Reichsstadt Heilbronn und ist seit 1802 eine selbstständige Gemeinde.

## Geographie

### Geographische Lage

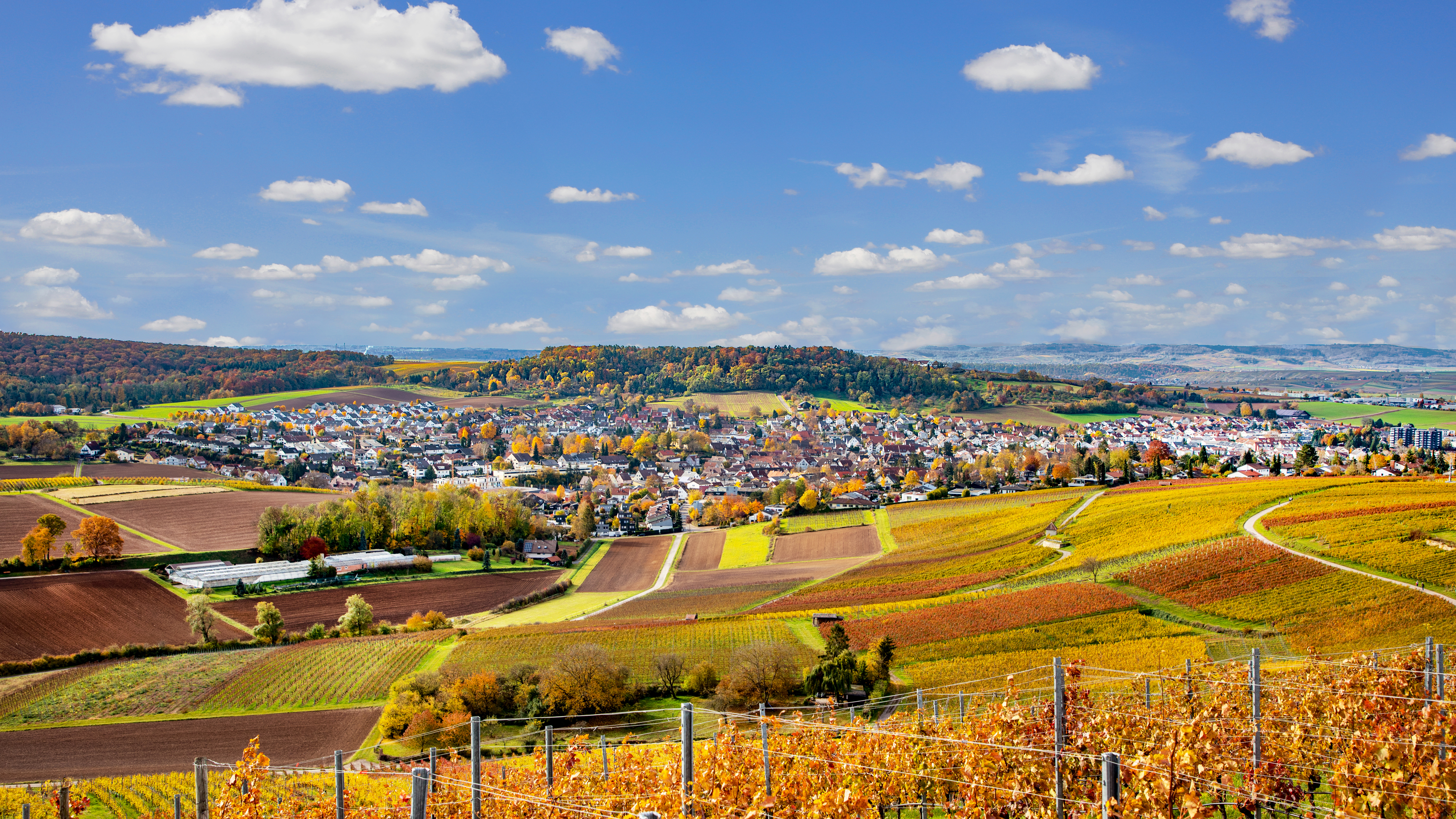
Blick auf Flein

Flein hat Anteil an den Naturräumen Schwäbisch-Fränkische Waldberge und Neckarbecken. Es liegt im Süden des Landkreises Heilbronn und grenzt unmittelbar südlich an die Stadt Heilbronn an. Die Gemarkung des Ortes umfasst im Wesentlichen das Quell- und Entwässerungsgebiet des Deinenbachs, der von mehreren östlich des Ortes entspringenden Quellen gespeist wird, die von etwa 300 Meter auf etwa 200 Meter über NN abfallende Markung in nordwestlicher Richtung durchquert und im benachbarten Sontheim kurz vor deren Mündung in den Neckar in die Schozach mündet. Die Hänge im Osten der Markung werden zum Weinbau genutzt oder sind bewaldet, in dem zum Neckar hin flacher werdenden Gelände im Westen befinden sich Wiesen und Äcker. Die Siedlung Flein hat sich westlich um den Kirchberg auf der südlichen Seite des Deinenbachs gebildet und ist durch Wohn- und Gewerbeansiedlung in jüngerer Zeit stark nach Nordwesten (Gewerbegebiet) und auch über den Deinenbach nach Norden (Wohngebiet Sommerhöhe) gewachsen.

### Nachbargemeinden
Nachbarstädte und -gemeinden Fleins sind (im Uhrzeigersinn, beginnend im Nordwesten): Heilbronn (Stadtkreis), Untergruppenbach und Talheim (beide Landkreis Heilbronn). Zusammen mit Talheim bildet Flein den Gemeindeverwaltungsverband „Flein-Talheim“ mit Sitz in Flein.

### Gemeindegliederung
Zu Flein gehören keine weiteren Ortsteile oder Orte im geographischen Sinne.

### Flächenaufteilung
Nach Daten des Statistischen Landesamtes, Stand 2014.

## Geschichte

### Frühzeit und Ortsname

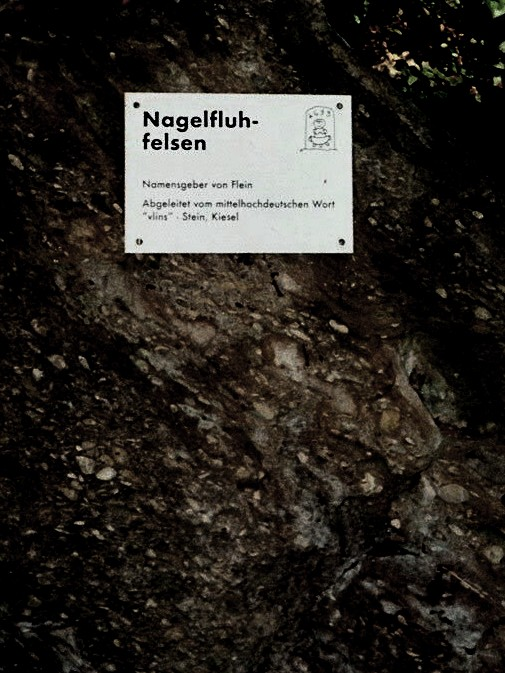
Der Fleiner Nagelfluhfelsen auf dem Weg zur Veitskirche von der Ilsfelder Str. her.

Besiedelt war die Gemarkung Fleins schon zur Zeit der Bandkeramischen Kultur in der Jungsteinzeit. Spätere Siedlungsfunde stammen aus der Zeit der Kelten und der Römer. Ob die heutige Siedlung alamannischen oder fränkischen Ursprungs ist, ist unbekannt. Der Ort wird erstmals im Jahr 1188 als Flina erwähnt. Dieser Name leitet sich möglicherweise vom althochdeutschen Wort flins oder vom mittelhochdeutschen vlins ab, was jeweils so viel bedeutet wie Kiesel oder harter Stein und in Bezug zum Felsen des Kirchbergs stehen könnte, um den herum sich der Altort bildete.

### Mittelalter
1188 wird ein allodium (deutsch: Eigengut) in Flina in einem Vertrag zwischen Kaiser Friedrich I. Barbarossa und König Alfons VIII. von Kastilien, in dem die Ehe zwischen Friedrichs Sohn Konrad und Alfons Tochter Berengaria vereinbart wurde, erwähnt. Dies ist die erste urkundliche Erwähnung von Flein. Das Eigengut gehörte mit weiteren 29 staufischen Gütern zur Morgengabe der Braut. Allerdings wurde diese Ehe niemals in die Praxis umgesetzt.
Hinweise auf einen Herrensitz in Flein gibt es keine, und es gab auch keine einheitliche Ortsherrschaft, sondern der ursprüngliche Königsbesitz war kleinteilig an verschiedene königliche Gefolgsleute verschenkt oder verliehen, darunter die Staufer, die Schenken von Limpurg, die Herren von Weinsberg und die Herren von Talheim. Außerdem traten die Klöster Schöntal und Lichtenstern sowie ab dem späten 13. Jahrhundert auch bürgerliche Grundherren auf. Die Veitskirche kam um 1230 über eine Schenkung des staufischen Ministerialen Wilhelm von Wimpfen an das neu gegründete Spital Wimpfen. Im späten 13. Jahrhundert wurde auf dem Klosterberg ein 1289 erstmals erwähntes Klarissinnenkloster gegründet, das jedoch bereits bis 1302 nach Heilbronn verlegt wurde.

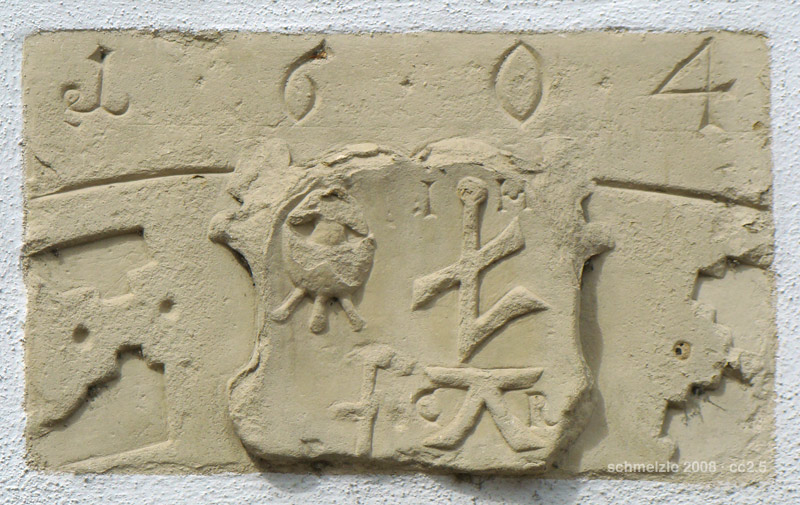
Wappenstein mit Hl. Veit im Kessel am Alten Rathaus, datiert 1604

Im 14. Jahrhundert waren schließlich die Herren von Sturmfeder auf der nahen Burg Stettenfels die einflussreichsten Grundherren, die ihre umfangreichen Rechte in Flein am 25. Mai 1385 an die Reichsstadt Heilbronn verkauften. Über mehrere Generationen entstammten die Fleiner Vögte fast ununterbrochen der Heilbronner Patrizierfamilie Erer. Ab 1559 wurde das Vogtsamt von einem der Heilbronner Bürgermeister besetzt.

### Frühe Neuzeit
Im Laufe der Geschichte war Flein mehrfach von Zerstörung und Kriegen betroffen. 1450 wurde der Ort bei der Belagerung Heilbronns durch Truppen der Länderfürsten niedergebrannt. Im Bauernkrieg scharten sich im April 1525 in Flein etwa 70 aufständische Bauern der näheren und weiteren Umgebung um den Bauernführer Jäcklein Rohrbach, um sich zu den Zwölf Artikeln zu bekennen und sich dem Hellen Haufen anzuschließen. Durch den Dreißigjährigen Krieg wurde Flein wie das gesamte Umland schwer in Mitleidenschaft gezogen. Bis auf die Kirche und wenige Häuser war der Ort zerstört, Felder und Weinberge waren verwildert. Außerdem brachen mehrmals Seuchen wie die Pest aus. Von 1675 bis 1693 kam es in und um Flein mehrmals zu Franzoseneinfällen. Im 18. Jahrhundert kam es zwar zu keinen kriegerischen Handlungen, doch war der Ort noch vielfach von Truppendurchzügen und Einquartierungen betroffen.

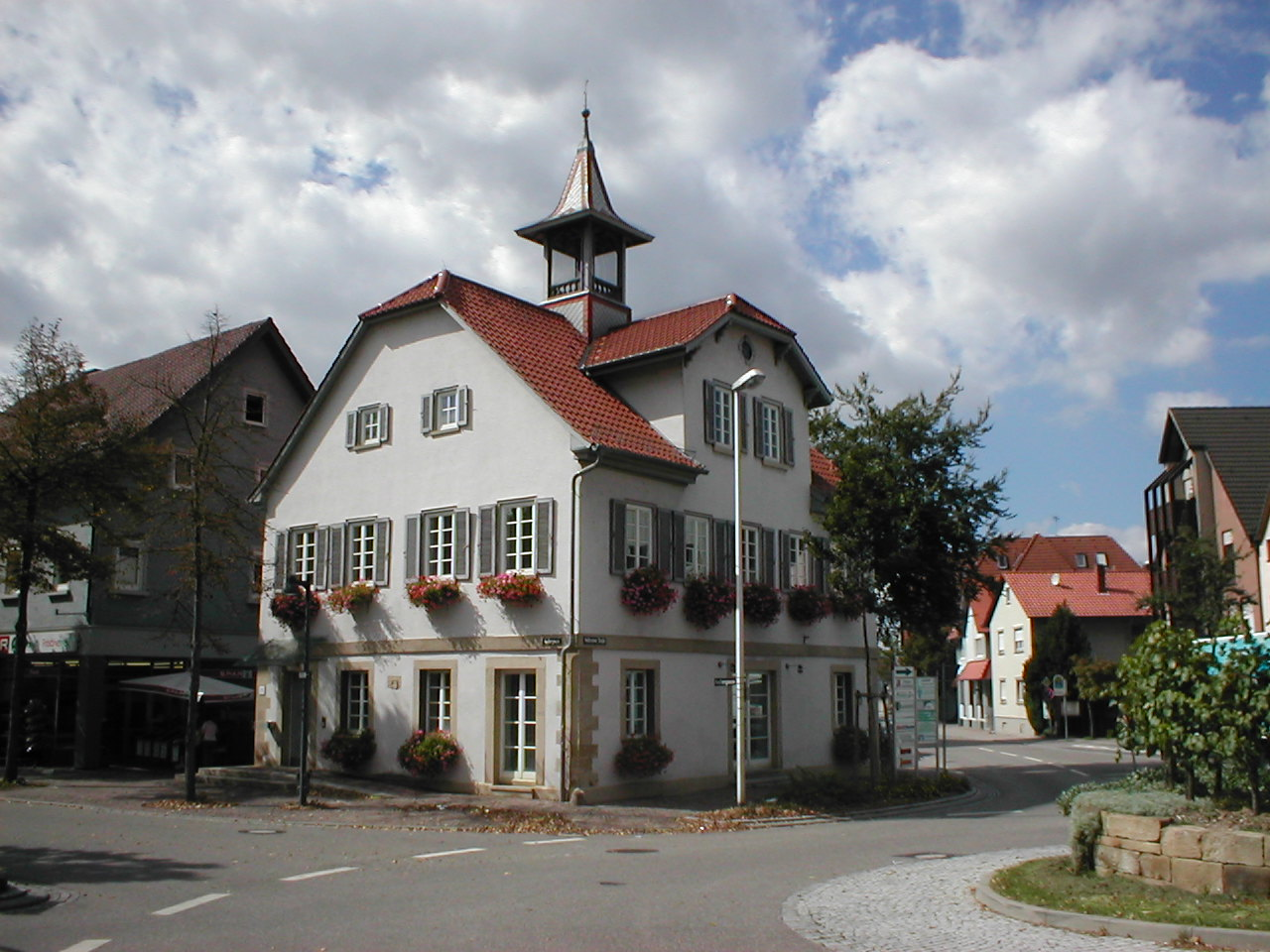
Altes Rathaus

### 19. und frühes 20. Jahrhundert

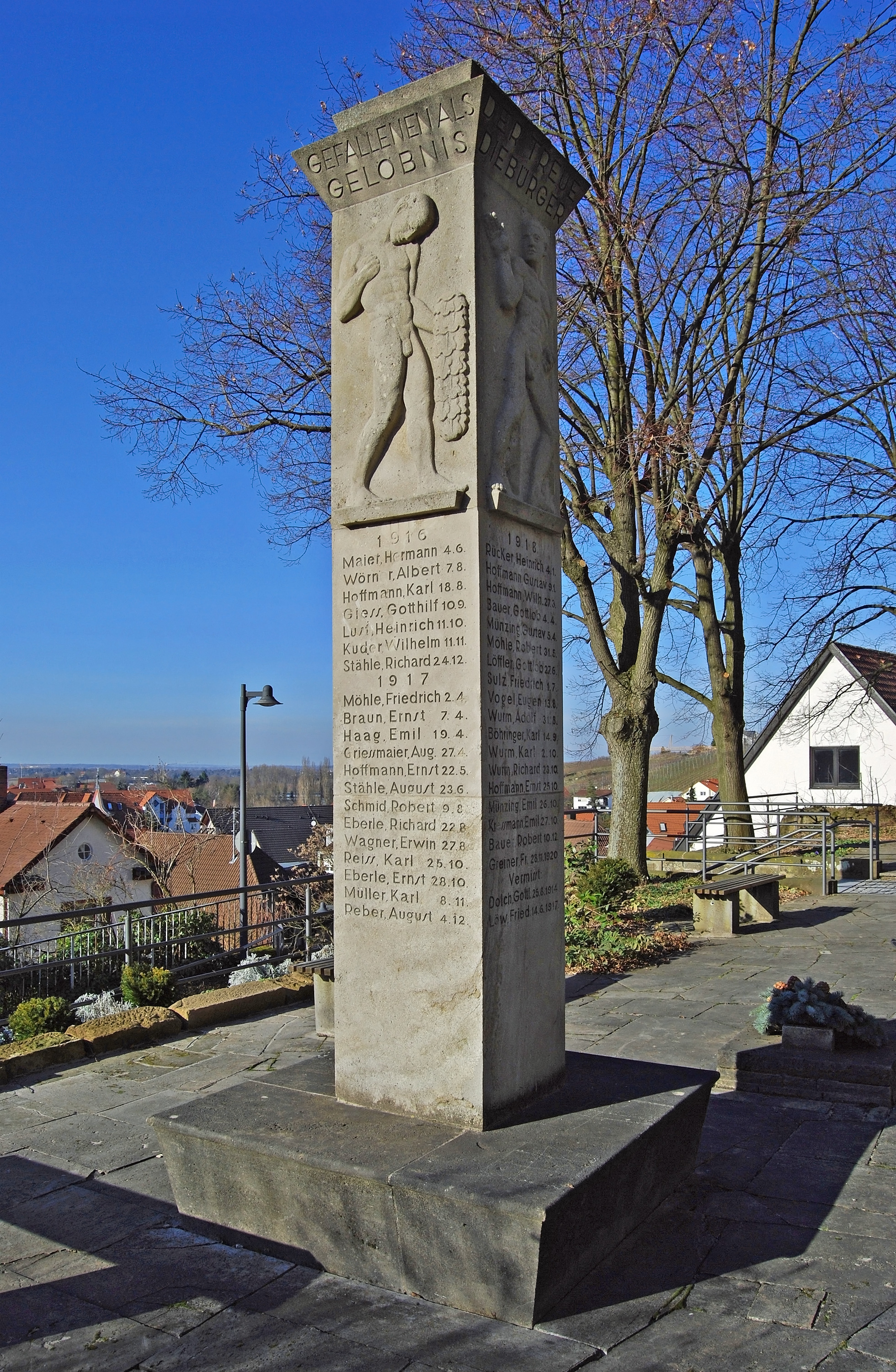
Kriegerdenkmal

Mit dem Ende der Reichsfreiheit Heilbronns 1802 ging Flein wie auch die drei anderen reichsstädtischen Dörfer Böckingen, Frankenbach und Neckargartach an Württemberg über. Die Zehntanteile des Wimpfener Heilig-Geist-Spitals gingen an das bayerische Königshaus, das damit den General von Beckers belehnte, die Anteile des Klosters Lichtenstern und des Klaraklosters gingen an Württemberg. Bei der Umsetzung der neuen Verwaltungsgliederung im 1806 gegründeten Königreich Württemberg wurde Flein dem Oberamt Heilbronn zugeordnet. Nach einem Großbrand am 14. April 1815 wurden zehn zerstörte Wohnhäuser mit den Steinen eines unvollendeten Schlosses auf dem nahe gelegenen Berg Haigern wiederaufgebaut. 1822 wurde die kommunale Selbstverwaltung eingeführt, von 1837 bis 1860 kaufte sich die Gemeinde von ihren Lasten gegenüber den verschiedenen Grundherren frei. Die Armut in dem im 19. Jahrhundert noch rein landwirtschaftlich geprägten Ort führte im Zeitraum 1839 bis 1894 zur Ab- und Auswanderung von 114 Einzelpersonen und Familien. Im Laufe der Industrialisierung boten vor allem Fabriken in Heilbronn und Sontheim Erwerbsmöglichkeiten für mehrere hundert Fleiner. 1917 wurde Adolf Beißwänger zum Schultheiß gewählt und blieb bis 1945 im Amt. 1920 arbeiteten 340 Fleiner in Sontheimer oder Heilbronner Fabriken, 1933 waren es 255. Ab 1935 entstand nördlich des Deinenbachs auf einem Höhenzug das Wohngebiet Sommerhöhe, dessen Fläche bald die des Altorts übertraf. In den späten 1930er Jahren wurde außerdem ein erstes Flurbereinigungsverfahren durchgeführt.

### Zeit des Nationalsozialismus und Zweiter Weltkrieg
Lag der Stimmenanteil der NSDAP bei der Reichstagswahl 1930 in Flein mit 1,6 % noch deutlich unter dem Wahlergebnis im Reich, stieg er bei 1932 auf 22,3 % und im März 1933 auf 34,2 % und lag damit noch leicht unter dem Reichsdurchschnitt. An der Scheinwahl vom 12. November 1933 nach der Machtübernahme der Nationalsozialisten nahmen 1126 Fleiner (99 % der Wahlberechtigten) teil und stimmten für die NSDAP. Die 11 Nichtwähler mussten dem Oberamt Heilbronn gemeldet werden.
Nach mündlicher Überlieferung soll 1932 eine erste Sonnwendfeier mit nationalsozialistischen Reden abgehalten worden sein. Am 24. März 1933 wurde dem Bürgermeisteramt die Gründung eines NSDAP-Ortsblocks gemeldet. Am 29. März erfolgte die Treuebekundung der Fleiner Gemeindebeamten und -angestellten zum nationalsozialistischen Regime. Gemeinderat Müller (SPD) legte gleichzeitig sein Amt als 1. Stellvertretender Bürgermeister nieder. Nach der Auflösung des Gemeinderats aufgrund des ersten Gleichschaltungsgesetzes fanden am 26. April 1933 Verhandlungen zur Neubildung des Gemeinderats statt, in dem die NSDAP 4, die SPD 3 und der WBWB einen Sitz erhalten sollte. Die Verhaftung der Heilbronner SPD-Gemeinderäte durch SA-Hilfspolizei aus der Gemeinderatssitzung heraus scheint die Fleiner SPD dazu veranlasst zu haben, ihren Wahlvorschlag zurückzuziehen. Am 28. April wurde daher beschlossen, den Gemeinderat mit 6 Sitzen für die NSDAP und 2 Sitzen für den WBWB zu besetzen. Nach dem 1. Mai 1933 trat ein Gutteil der Fleiner Funktionsträger (Verwaltungsbeamte und -angestellte, Lehrer, der Pfarrer) in die NSDAP ein. 1935 erfolgte die Neuberufung von 6 Gemeinderäten und 2 Beigeordneten (alle 8 waren NSDAP-Mitglieder) durch NSDAP-Kreisleiter Richard Drauz. Auch an den Fleiner Ortseingängen standen nun Tafeln mit dem Vermerk, dass Juden hier nicht erwünscht seien. Zu antisemitischen Ausschreitungen kam es in Flein allerdings nicht, da keine Juden ansässig waren.
Bei der Verwaltungsreform während der NS-Zeit in Württemberg gelangte Flein 1938 zum Landkreis Heilbronn.
1940/41 wurden die männlichen Mitglieder der jüdischen Gemeinde Talheim zum Bau der Straße von Flein auf den Haigern gezwungen. 1940 ist der erste Fleiner Soldat in Belgien gefallen. Beim Beginn des Russlandfeldzuges, kamen beinahe wöchentlich Todesnachrichten gefallener Fleiner. Bis zum Ende des Krieges hat es 200 der eingezogenen Einwohner getroffen.
Die meisten Kriegsgefangenen waren meist bei Bauern untergebracht. Diese waren Polen, Franzosen und gegen Ende des Krieges Weißrussen. Sie waren im Sammellager in der alten Turnhalle untergebracht, in dem Frauen Hausverbot hatten.

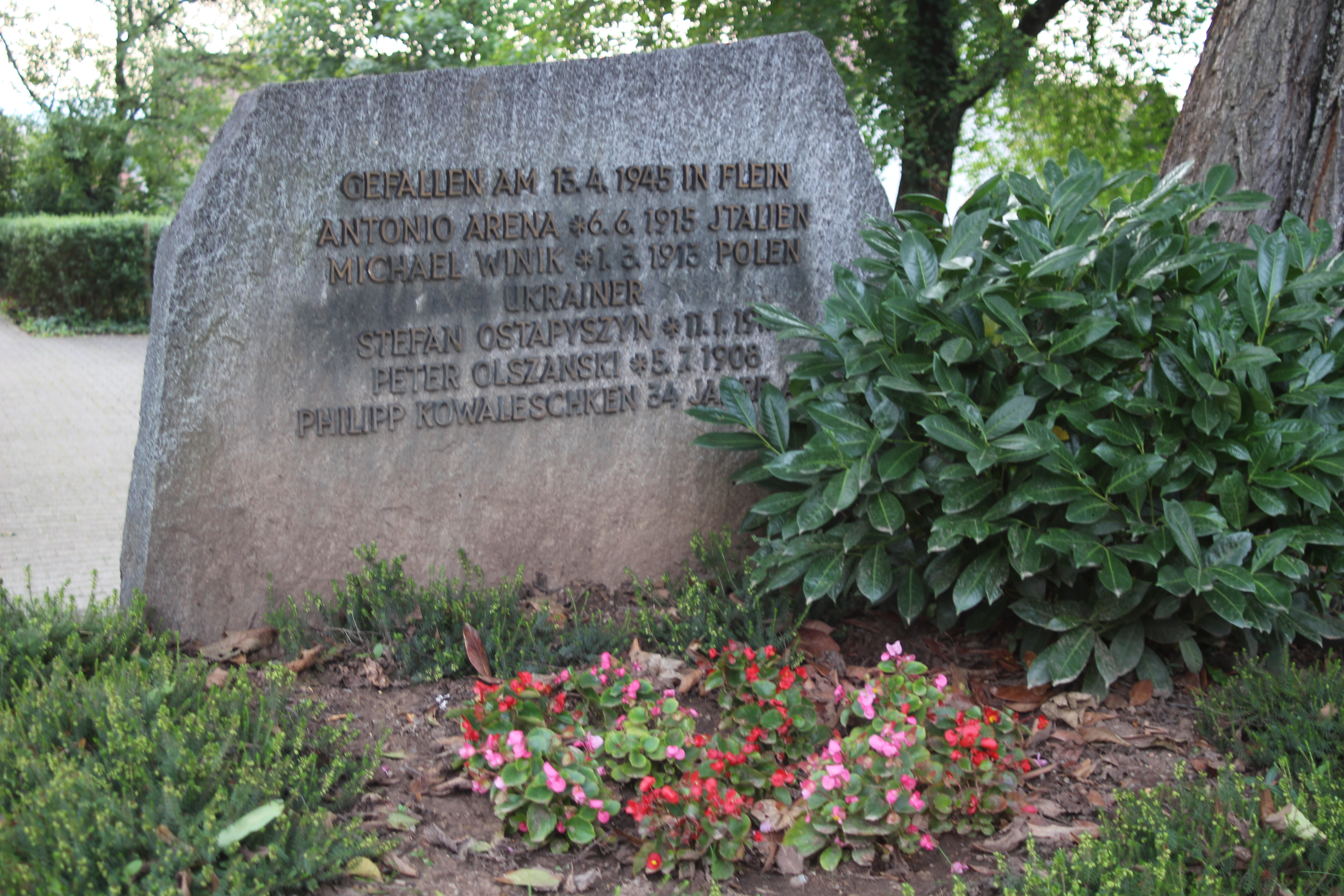
Grab der in Flein gefallenen Italiener, Polen und Ukrainer auf dem Fleiner Friedhof

Beim Luftangriff auf Heilbronn am 4. Dezember 1944 wurde Flein zwar nicht in Mitleidenschaft gezogen, das Ereignis prägte sich aber tief ins kollektive Gedächtnis auch der Fleiner ein („…und plötzlich war es taghell, daß man Zeitung lesen konnte“.) Bei einem späteren Luftangriff auf Heilbronn am 20. Januar 1945 kam in Flein ein Mensch ums Leben, und einige Gebäude wurden zerstört. Durch US-amerikanischen Beschuss von im Frühjahr 1945 errichteten deutschen Stellungen um Flein wurden am 5. und 6. April vier Fleiner getötet. Bis zum 12. April starben in Flein weitere 15 Menschen durch Kriegseinwirkungen. Am 13. April wurden fünf osteuropäische Fremdarbeiter getötet, die in ein Weinberghäuschen in den Blaumauern geflüchtet waren. Gegen 17 Uhr rückten von der Sommerhöhe US-Truppen nach Flein, wohingegen die deutsche Artillerie das Dorf am anderen Ende verlassen und die Ortschaft beschossen haben. An diesem Tag ging der Zweite Weltkrieg in Flein zu Ende.

### Nachkriegszeit bis zur Gegenwart
1945 wurde der Ort Teil der Amerikanischen Besatzungszone und gehörte somit zum neu gegründeten Land Württemberg-Baden, das 1952 im jetzigen Bundesland Baden-Württemberg aufging.
Die Ansiedlung von Flüchtlingen und Vertriebenen führte nach 1945 zu einem starken Anstieg der Wohnbevölkerung. Waren vor dem Zweiten Weltkrieg noch 1876 Einwohner gezählt worden, so waren es 1950 bereits 2373 und 1961 schon 2926. Damit einher ging die Zunahme der Siedlungs-, Gewerbe- und Verkehrsflächen. Zwischen 1950 und den späten 1980er Jahren wurden rund 130 Hektar Ackerland überbaut. Die Siedlungsfläche hat sich ausgehend vom Ortskern vor allem nach Norden und Westen ausgedehnt. Der Ort profitierte außerdem vom Mangel an Industrie- und Gewerbeflächen im benachbarten Heilbronn, der in den 1950er Jahren zu mehreren Betriebsverlegungen nach Flein führte. Im Zuge der Gebietsreform der ersten Hälfte der 1970er Jahre entschied sich die Gemeinde gegen eine Eingemeindung nach Heilbronn und für die Bildung eines Verwaltungsverbandes mit Talheim. 1975 wurden 5419 Einwohner gezählt.
In den 1980er Jahren gab es in 120 Betrieben etwa 1060 Arbeitsplätze in Flein, die allermeisten Betriebe waren dabei Kleinbetriebe mit unter zehn Beschäftigten. Die meisten Arbeitsplätze gab es im Dienstleistungssektor (etwa 220, davon rund 150 in der Gemeindeverwaltung), gefolgt von Lebensmittelgroß- und -einzelhandel (etwa 210), Baugewerbe (etwa 180) und Textilbranche (etwa 160), während die traditionellen Erwerbszweige in Landwirtschaft und Gastgewerbe stark rückläufig waren. 1983 bis 1995 wurde ein Sanierungsverfahren im Ortskern durchgeführt.

### Religionen

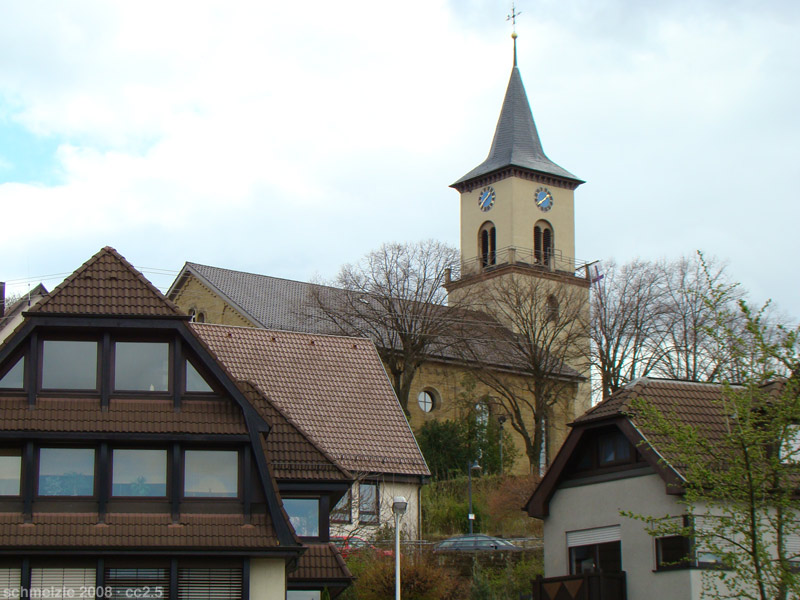
Die Veitskirche auf dem Fleiner Kirchberg

Flein war ab dem späten 16. Jahrhundert lange Zeit fast rein evangelisch geprägt, wenn auch die Streitigkeiten über die Kirchenzuständigkeit zwischen der Reichsstadt Heilbronn und dem Heilig-Geist-Orden bis ins 18. Jahrhundert fortdauerten und der katholische Orden das Patronatsrecht über einen von der reformierten Stadt vorgeschlagenen Pfarrer in der Veitskirche behielt. Heute verfügt Flein über eine eigene evangelische und zusammen mit Talheim auch über eine katholische Kirchengemeinde (Katholische Kirchengemeinde Flein-Talheim). Die evangelische Kirchengemeinde hat 3400 Mitglieder und wird von zwei Pfarrämtern betreut.

### Bevölkerungsentwicklung
| Jahr | Einwohner |
| ---- | --------- |
| 1648 | 250       |
| 1800 | 800       |
| 1865 | 1357      |
| 1871 | 1388      |
| 1900 | 1600      |
| 1933 | 1704      |
| 1939 | 1876      |
| 1945 | 2045      |
| 1950 | 2373      |
| 1961 | 2926      |
| 1970 | 4318      |

| Datum | Einwohner |
| ----- | --------- |
| 1975  | 5419      |
| 1980  | 5352      |
| 1991  | 5679      |
| 1995  | 5710      |
| 2005  | 6535      |
| 2010  | 6647      |
| 2015  | 6918      |
| 2020  | 7198      |

## Politik

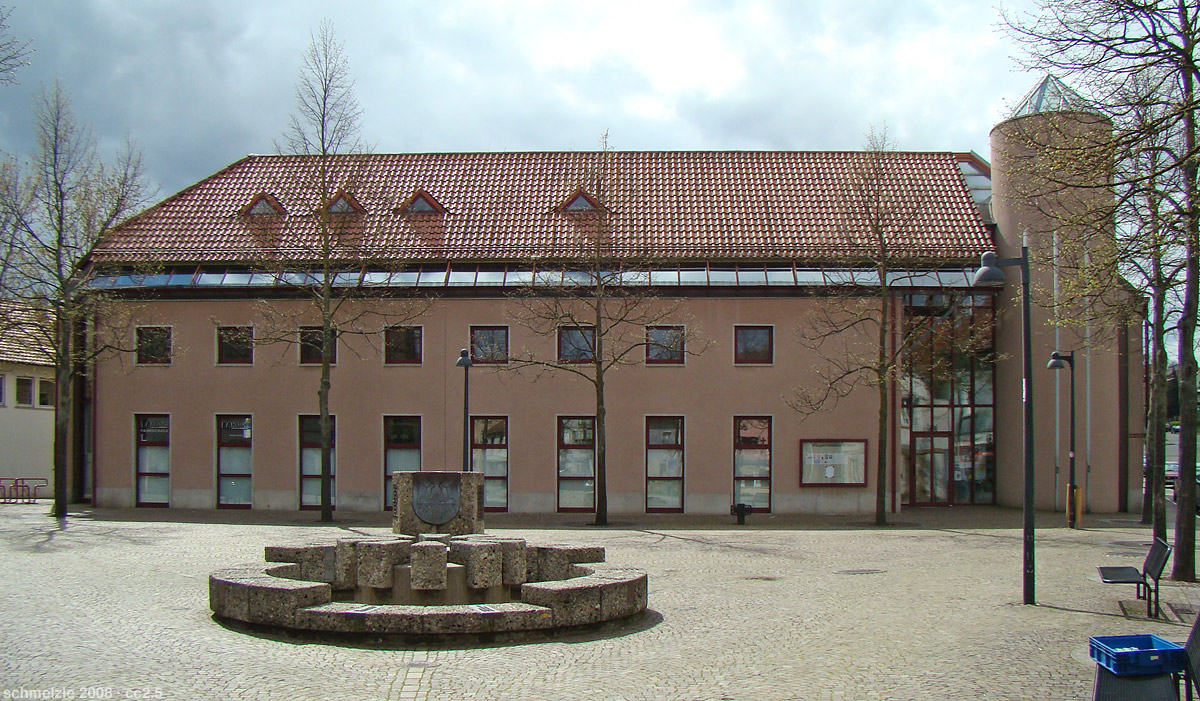
Neues Rathaus in Flein

### Gemeinderat
Der Gemeinderat in Flein hat 18 Mitglieder, er besteht aus den gewählten ehrenamtlichen Gemeinderäten und dem Bürgermeister als Vorsitzendem. Der Bürgermeister ist im Gemeinderat stimmberechtigt.
Die Kommunalwahl am 9. Juni 2024 führte zu folgendem Endergebnis.
| Parteien und Wählergemeinschaften | Parteien und Wählergemeinschaften           | % 2024  | Sitze 2024 | % 2019 | Sitze 2019 |
| FWV                               | Freie Wählervereinigung Flein               | 42,29   | 7          | 41,0   | 7          |
| SPD                               | Sozialdemokratische Partei Deutschlands     | 23,90   | 4          | 27,6   | 5          |
| BL                                | Bürgerliste                                 | 20,84   | 4          | –      | –          |
| CDU                               | Christlich Demokratische Union Deutschlands | 9,54    | 2          | –      | –          |
| CDU-BL                            | CDU-Bürgerliste                             | –       | –          | 27,2   | 5          |
| FDP                               | Freie Demokratische Partei                  | 3,43    | 1          | 4,2    | 1          |
| gesamt                            | gesamt                                      | 100,0   | 18         | 100,0  | 18         |
| Wahlbeteiligung                   | Wahlbeteiligung                             | 68,65 % | 68,65 %    | 65,9 % | 65,9 %     |

### Bürgermeister
Als reichsstädtisches Dorf wurde Flein durch von Heilbronn aus eingesetzte Schultheiße verwaltet. Der seit 1799 amtierende Schultheiß Ernst Eisenmann blieb auch nach dem Übergang an Württemberg im Amt. Sein Nachfolger, der Landwirt Jakob Friedrich Langjahr, war 1819 der erste von der Bürgerschaft gewählte Schultheiß des Ortes. Seine Nachfolger waren stets Verwaltungsfachleute. Der erste Bürgermeister war Adolf Beißwänger, der von 1917 bis 1945 im Amt war. Sein Nachfolger Böbel wurde von der amerikanischen Militärregierung eingesetzt, dessen Nachfolger Hempel vom Gemeinderat gewählt. Seit 1948 wird der Bürgermeister wieder von der Bürgerschaft gewählt. Am 24. Juni 2007 fanden Bürgermeisterwahlen statt; der Amtsinhaber Jürgen Schmid trat nach 16 Jahren im Amt altershalber nicht mehr an. Da keiner der Kandidaten die im ersten Wahlgang nötige absolute Mehrheit erzielte, wurde ein zweiter Wahlgang am 15. Juli 2007 nötig. In diesem wurde Alexander Krüger mit 63,9 Prozent der Stimmen für acht Jahre zum Bürgermeister gewählt. Er trat sein Amt am 15. August 2007 an. Krüger wurde im Juni 2015 mit 99 Prozent der Stimmen und im Juni 2023 mit 96 Prozent der Stimmen wiedergewählt.

#### Schultheiße und Bürgermeister seit 1819
- Jakob Friedrich Langjahr (1819–1828)
- August Schilling (1828–1844)
- Heinrich Münzing (1844–1848)
- Gottlieb Gustav Wolf (1848–1870)
- Karl Albert Hoch (1871)
- Paul August Michael Schlotterbeck (1871–1875)
- Johann Heinrich Foß (1876–1895)
- Johann Georg Klaiber (1895–1917)
- Adolf Beißwänger (1917–1945)
- Willy Böbel (1945–1946)
- Werner Hempel (1946–1948)
- Ernst Clement (1948–1978)
- Jürgen Steinhilber (1978–1987)
- Klaus Demal (1987–1991)
- Jürgen Schmid (1991–2007)
- Alexander Krüger (seit 2007)

### Wappen und Flagge

Wappen Fleins

Die Blasonierung des Fleiner Wappens lautet: In Blau auf gold-roten Flammen ein goldener Kessel, darin der unbekleidete, golden nimbierte, betende heilige Veit. Die Flagge der Gemeinde ist Gelb-Blau.
Der Heilige Veit ist der Kirchenpatron Fleins. In Flein findet sich die älteste Darstellung seines Martyriums, vermutlich ein altes Fleiner Fleckenzeichen, auf einem Stein aus dem Jahr 1604 neben dem Eingang des alten Rathauses, die zweitälteste Darstellung auf einem Markstein von 1699. In der Beschreibung des Oberamts Heilbronn von 1865 wird der hl. Veit im Ölkessel als Ortswappen genannt, in den Gemeindesiegeln ist er aber erst ab 1903 nachweisbar. Da seit der Reformation keine Heiligenbilder mehr in Wappenbilder aufgenommen wurden, stammt das Wappen wahrscheinlich aus der Zeit von 1500 oder früher und ist damit eines der ältesten Ortswappen im Landkreis Heilbronn. In Flein wird das Wappenbild als „Veit im Häfele“ bezeichnet.
Die Farben des Wappens wurden 1938 von der württembergischen Archivdirektion festgelegt. Im selben Jahr wurde der Gemeinde von der Heilbronner NSDAP-Kreisleitung nahegelegt, ein anderes Wappen ohne religiösen Bezug anzunehmen. Die Archivdirektion schlug ein Wappen vor, dessen Blasonierung In gespaltenem Schild vorne in Blau ein dem Beschauer zugewandter Löwenkopf, hinten in Gold eine blaue Traube mit zwei Rebblättern lautete, wobei der Löwenkopf für die Zugehörigkeit Fleins zu staufisch-rothenburgischem Besitz, die Traube für den Fleiner Weinbau stehen sollte. Im Juni 1939 ließ die Kreisleitung jedoch wissen, mit der Neugestaltung des Wappens sei es nicht mehr so eilig. Flein blieb daraufhin bei seinem alten Wappen und legte es 1956 endgültig fest. Der bis dahin im Wappen auf einem Dreifuß stehende Ölkessel wurde direkt in die Flammen gestellt, statt silbern bekleidet wurde Veit unbekleidet dargestellt. Das Wappen wurde am 11. Januar 1957 vom baden-württembergischen Innenministerium bestätigt, das der Gemeinde gleichzeitig ihre Flaggenfarben verlieh. Im selben Jahr entwarf der einheimische Künstler Hans Epple die heute von der Gemeinde verwendete Zeichnung (siehe Abbildung).

### Partnergemeinden
Partnergemeinden Fleins sind Onzain im Département Loir-et-Cher in Frankreich (seit März 1990) und Steinthaleben im Kyffhäuserkreis in Thüringen (seit Juni 1991).

## Kultur und Sehenswürdigkeiten

### Bauwerke

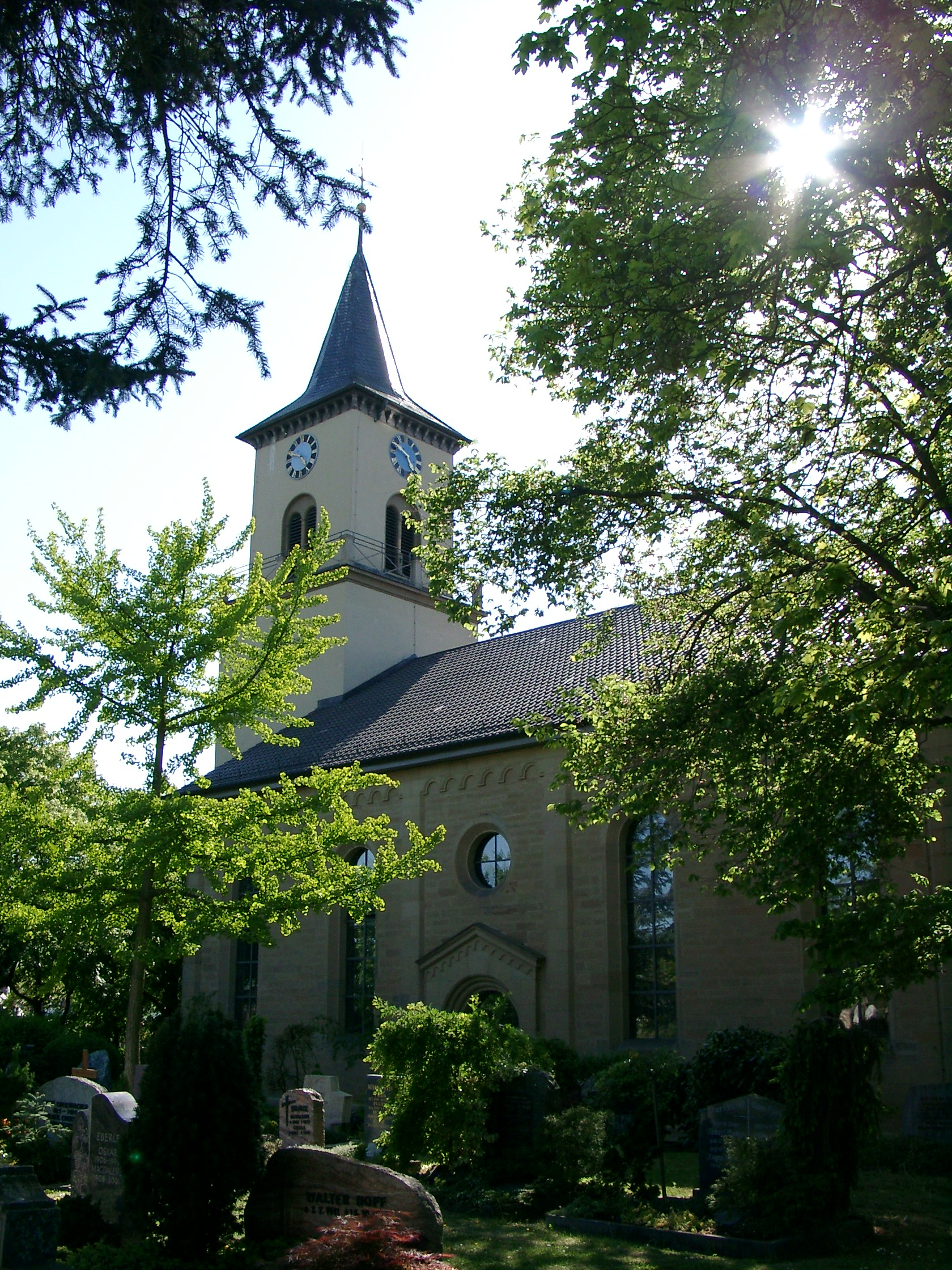
Ev. Kirche St. Veit

- Die Evangelische Pfarrkirche St. Veit auf dem Kirchberg wurde 1233 erstmals erwähnt und weist einen historischen Schnitzaltar aus dem frühen 16. Jahrhundert auf. Der Kirchberg ist vermutlich ein uralter Siedlungsplatz. An die Kirche schließt sich der Fleiner Friedhof an. Vor der Kirche befinden sich Kriegerdenkmale für die Gefallenen des Ersten und Zweiten Weltkrieges, unweit der Kirche steht das im 18. Jahrhundert errichtete Alte Pfarrhaus.
- Das Alte Rathaus am Platz wurde 1604 erbaut. Umbauten erfolgten 1834/35 und 1895. Nach schweren Beschädigungen im Zweiten Weltkrieg wurde das Gebäude bis 1948 originalgetreu wiederhergestellt. Das benachbarte Neue Rathaus wurde 1987 fertiggestellt, auf dem Platz davor befindet sich ein Ortsbrunnen.
- Das Fischerhaus und das Kornhaus sind zwei Fachwerkhäuser mit Zierfachwerk-Giebel im Stil der Renaissance.
- Das ehemalige Wohnhaus des Bildhauers Friedrich Göttle mit einer Fassade im Stil des Historismus.
- Die Katholische Dreifaltigkeitskirche wurde 1955/1956 erbaut.
- Die Sandberghalle, eine Turn- und Festhalle von 1975, mit der Flina Kulturhalle, 2005 eingeweiht.
- Außerhalb des Ortes in den Weinbergen liegt das Karmeliterhäuschen, ein Weinberghaus des ehemaligen Heilbronner Karmeliterklosters. Im Osten der Gemarkung befindet sich außerdem der historische Leberbrunnen.

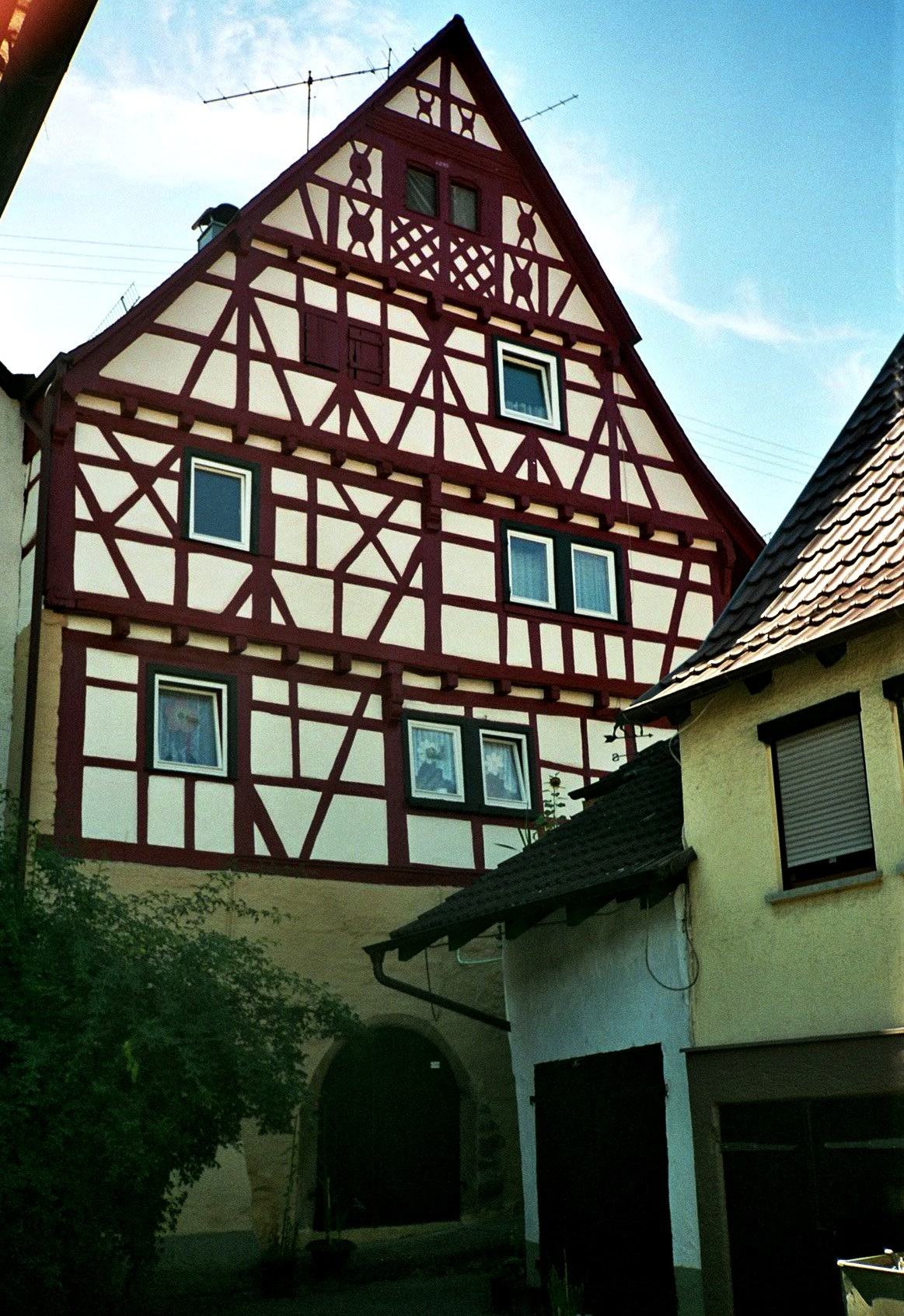
Kornhaus
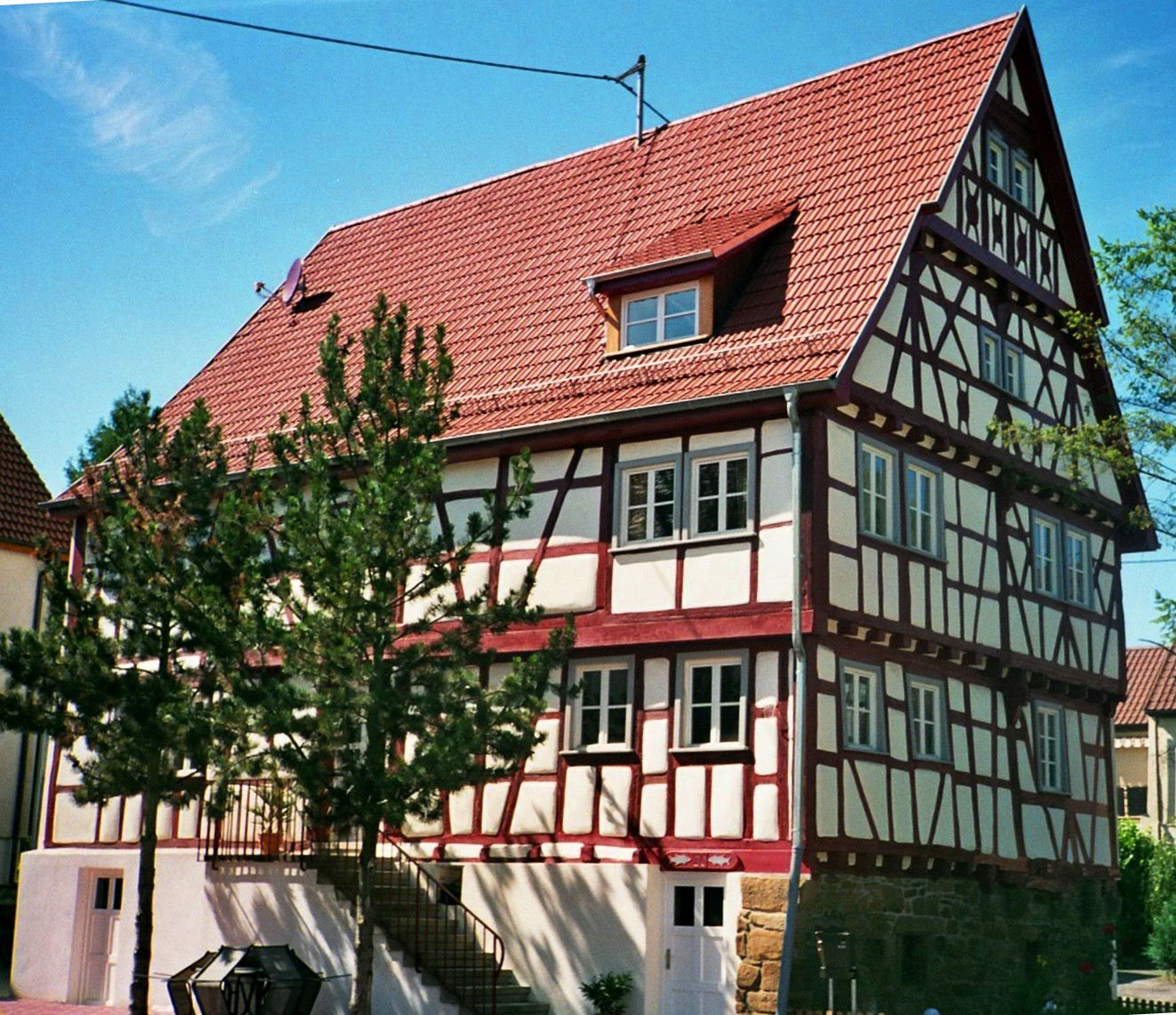
Fischerhaus
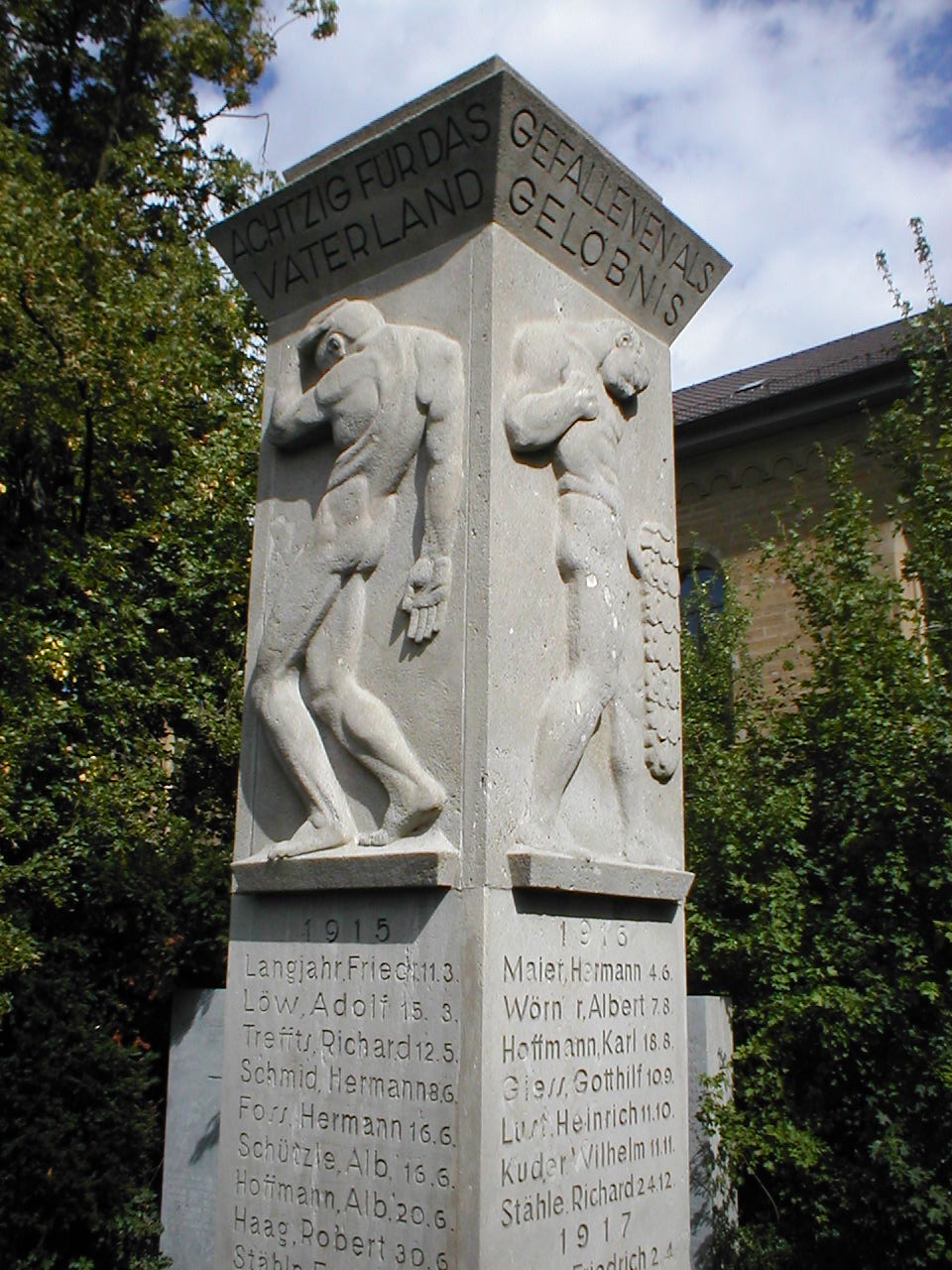
Kriegerdenkmal bei St. Veit
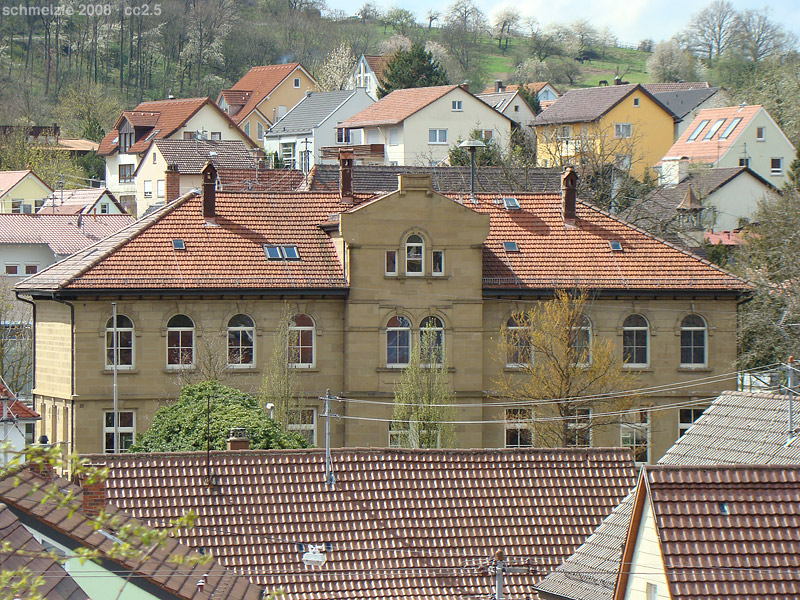
Schulhaus
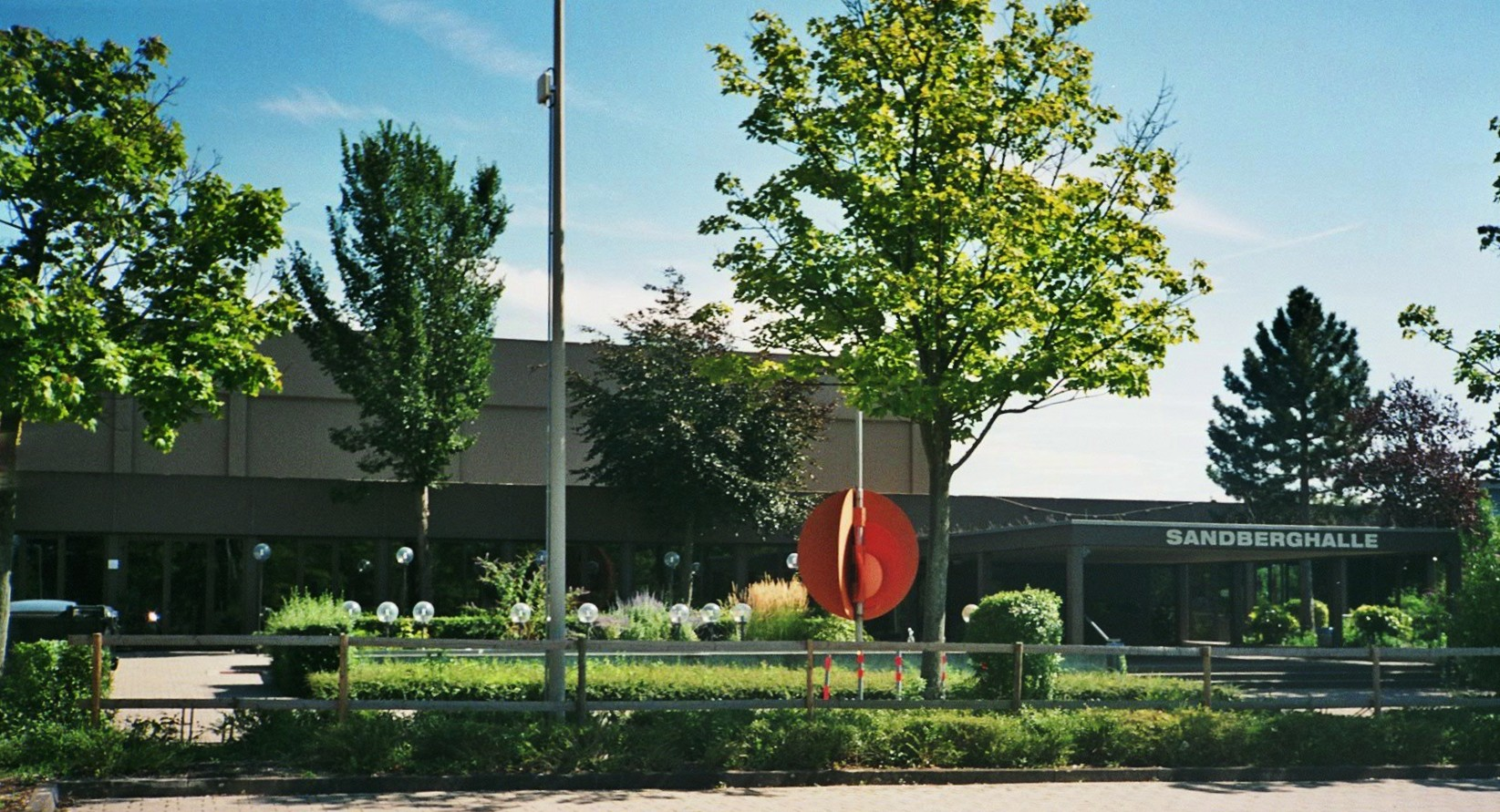
Sandberghalle, Altbau
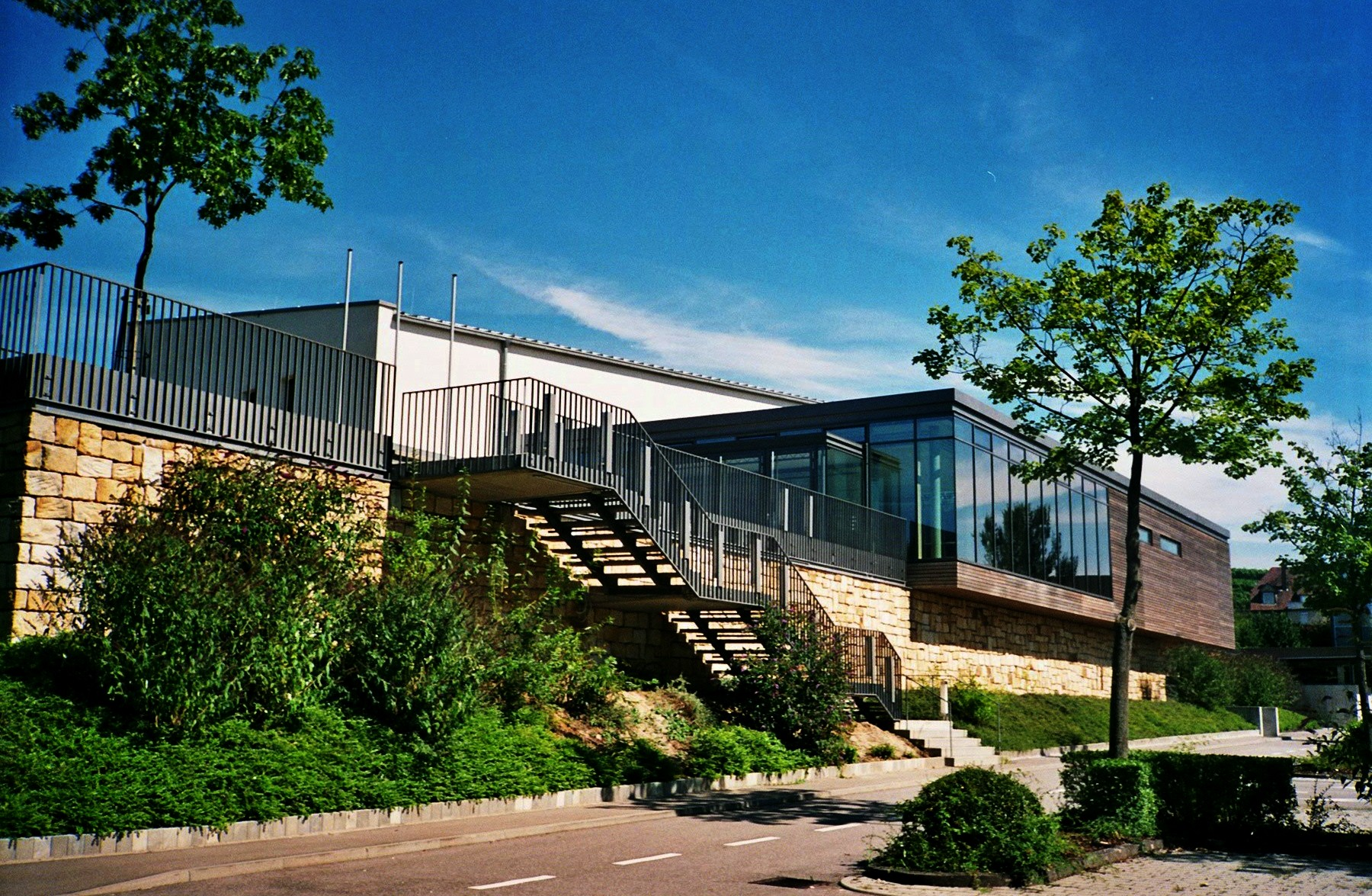
Flina Kulturhalle
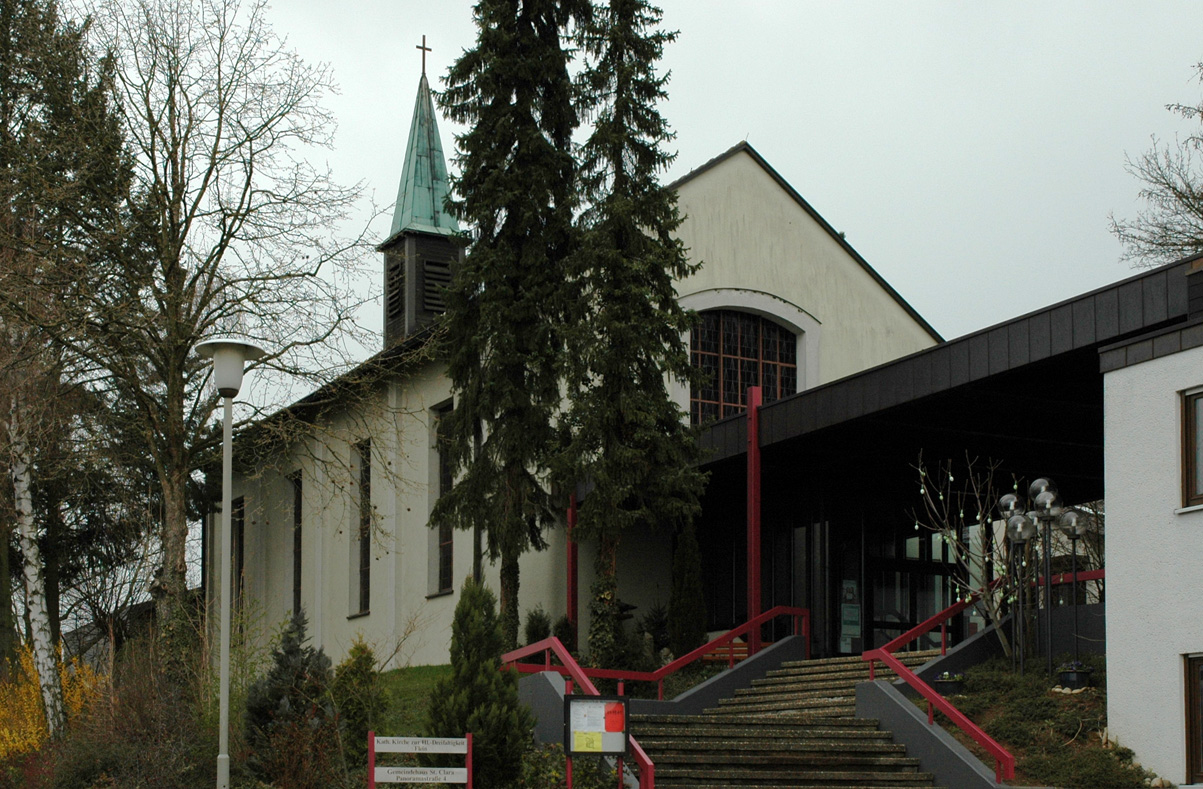
Dreifaltigkeitskirche

### Veranstaltungen
In Flein finden seit 2008 jährlich die Unternehmergespräche in der Veranstaltungshalle Flina statt. Prominente Redner bei den Unternehmergesprächen waren unter anderem Lothar Späth, Friedrich Merz und Anton Wolfgang Graf von Faber-Castell.
Ebenfalls seit 2008 wird in der Flina einmal pro Jahr der Kulturpalazzo veranstaltet. Überregional bekannte Künstler wie Bernd Kohlhepp, Christoph Sonntag und Sebastian Pufpaff traten auf.
Die beiden Veranstaltungen wurden erstmals von den beiden Fleiner Unternehmern Andreas Fischer und Heinz Moll organisiert und haben bisher über 20.000 Euro an Fleiner Kindergärten und Schulen ausschütten können.

## Wirtschaft und Infrastruktur

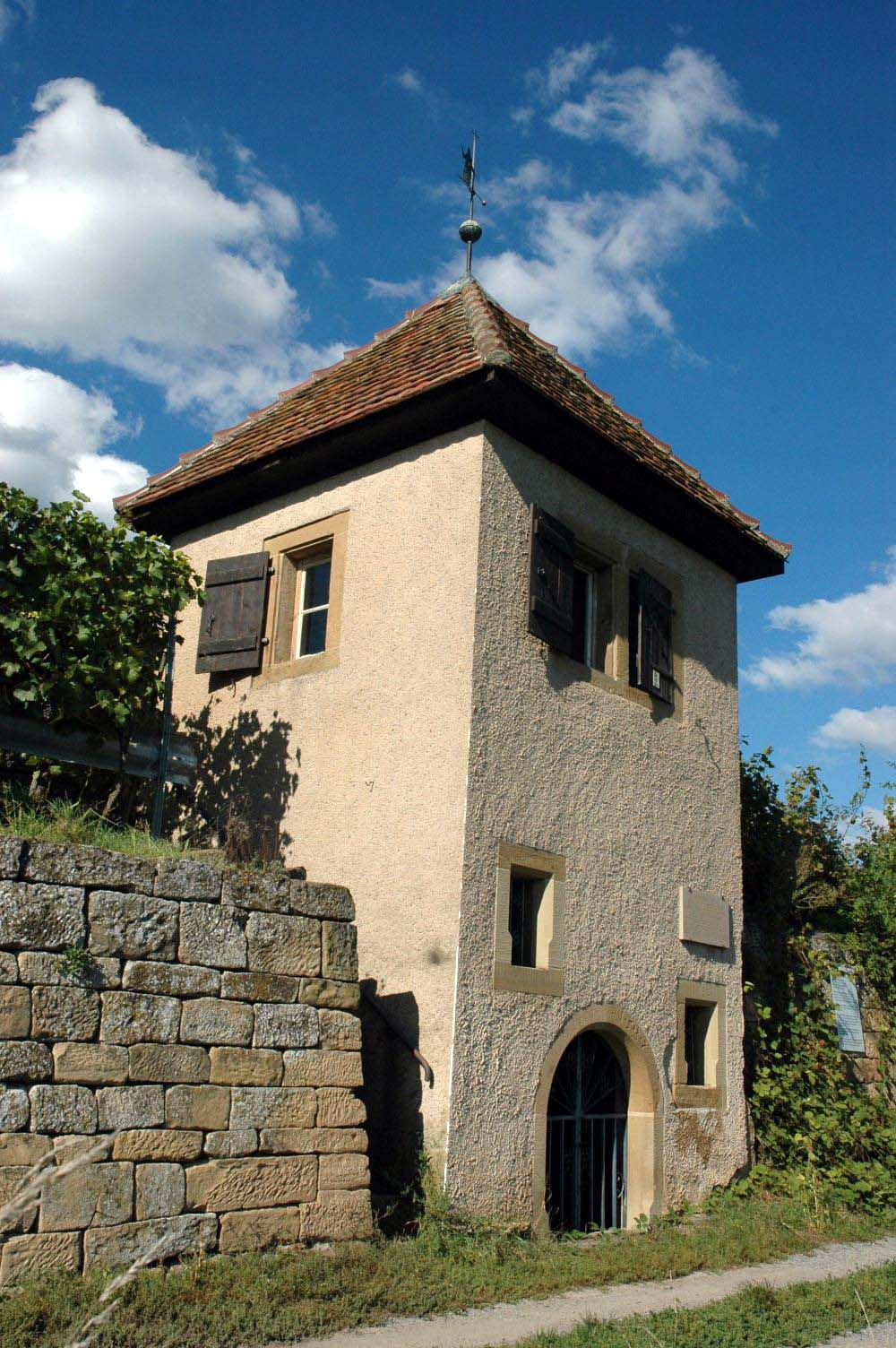
Das 1537 errichtete Karmeliterhäuschen zeuɡt vom Weinbergbesitz des Heilbronner Karmeliterklosters in Flein.

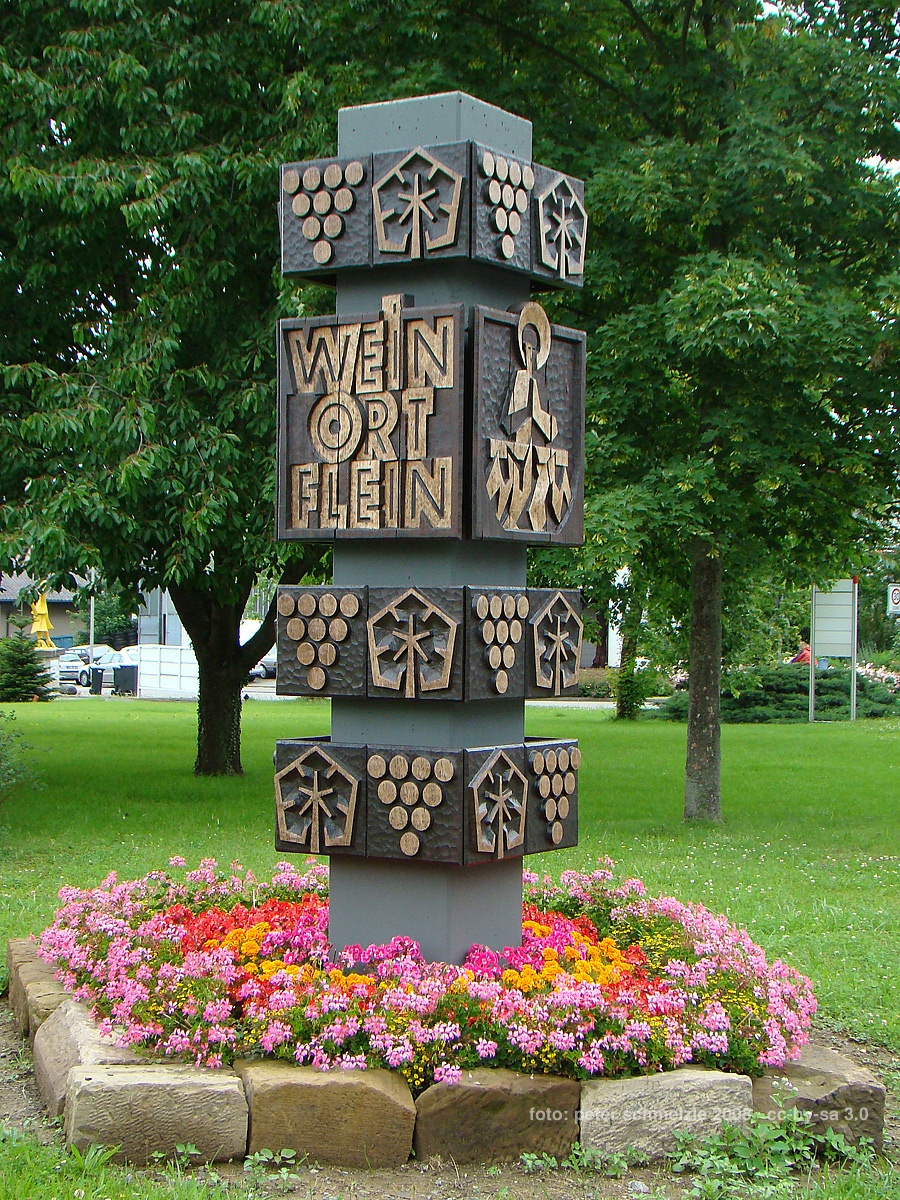
Die Weinsäule weist auf die Bedeutung des Weinbaus hin.

### Weinbau
Urkundlich ist der Weinbau in Flein seit dem 13. Jahrhundert belegt. Einige heute noch gebräuchliche Lagenbezeichnungen lassen sich bis ins 14. Jahrhundert zurückverfolgen. Heute ist Flein, das an der Württemberger Weinstraße im Weinbaugebiet Württemberg liegt, für seine auf schweren, tiefgründigen Keuperböden wachsenden Weine berühmt. Auf 180 ha Rebfläche werden traditionell die Rebsorten Riesling, Schwarzriesling und Samtrot sowie in kleineren Mengen viele andere Rebsorten angebaut. Die Weine werden überwiegend durch die Weingärtnergenossenschaft Flein-Talheim ausgebaut und vermarktet, daneben gibt es aber auch private Weingüter. Bekannte Weinlagen sind der Kirchenweinberg, der Eselsberg, der Altenberg und der Sonnenberg, die zur Großlage Kirchenweinberg im Bereich Württembergisch Unterland gehören.
1951 wurde Hildegard Seiz aus Flein zur Württembergischen Weinkönigin gewählt. Dies war bisher das einzige Mal, dass die Württembergische Weinkönigin aus Flein kam.

### Verkehr
Der heutige Straßenname Römerstraße leitet sich von einer römischen Straßenverbindung zwischen Heilbronn und Ilsfeld ab, die über das über Fleiner Gebiet verlaufen sein soll. Seit württembergischer Zeit liegt Flein an der Verbindungsstraße zwischen Heilbronn und Marbach am Neckar. Sie verlief bis 1877 von Heilbronn über die heutige Bildstraße. Seit dem Bau der „neuen“ Straßenverbindung nach Heilbronn führt diese Straße (L 1100) als Heilbronner und Ilsfelder Straße durch Flein.
Ende des 19. Jahrhunderts scheiterten Bemühungen der Gemeinde, die Trasse der Bottwartalbahn über Flein zu führen. Auch der 1902 erörterte Plan, eine über Flein führende Strecke von Heilbronn in den Mainhardter Wald zu bauen, blieb erfolglos.
Der öffentliche Nahverkehr im Verkehrsverbund H3NV wird durch Busse gewährleistet, dabei ist Flein die einzige Gemeinde im Landkreis Heilbronn, die (seit 1949) an das Stadtbusnetz der Verkehrsbetriebe Heilbronn angeschlossen ist. Die A 81 ist über Anschlussstellen in Ilsfeld und Untergruppenbach zu erreichen. Die nächste Bahnstation ist Heilbronn Hauptbahnhof.

### Medien
Über das Geschehen in Flein berichtet die Tageszeitung Heilbronner Stimme in ihrer Ausgabe Süd-Ost (SO).

### Bildung
Die Grund- und Hauptschule mit Werkrealschule Flein wird von etwa 350 Schülern besucht (Stand 2005). Außerdem gibt es in Flein noch die Johannesschule, eine Förderschule, die sich an den Prinzipien der Waldorfpädagogik Rudolf Steiners ausrichtet. Die Fleiner Ortsbücherei hat einen Bestand von 16.000 Medien.

## Persönlichkeiten

### Ehrenbürger
- Gottlob Steinmetz (* 3. April 1846; † 6. September 1918), war 38 Jahre Gemeinderat und 28 Jahre Kirchengemeinderat und wurde am 30. April 1928 für seine großen Verdienste um das Gemeinwohl zum Ehrenbürger ernannt.
- Martin Maier-Hugendubel (* 18. März 1866; † 16. Mai 1954), langjähriger Pfarrer in Flein, wurde am 27. Juni 1924 bei der Einweihung des evangelischen Gemeindehauses zum Ehrenbürger ernannt.
- Hermann Münzing (* 19. Februar 1849; † 28. Dezember 1930), Großkaufmann in London, wurde aufgrund seiner Verdienste um die Fleiner Kanalisation am 19. Februar 1926 zum Ehrenbürger ernannt.
- Paul Fähnle (* 24. Juni 1868; † 15. Juni 1942), Lehrer und Heimatforscher, wurde am 31. Oktober 1932 zum Ehrenbürger ernannt.
- Ernst Clement (* 26. Juni 1917; † 29. März 2001), Bürgermeister von 1948 bis 1978, wurde am 26. Mai 1979 wegen seiner Verdienste um die Entwicklung der Gemeinde Flein zum Ehrenbürger ernannt.

### Söhne und Töchter der Gemeinde
- Robert Münzing (* 11. Januar 1844; † 8. August 1902), Landwirt und Politiker
- August Läpple (* 11. April 1885; † 6. November 1968), Fabrikant
- Hans Fähnle (* 12. Juni 1903; † 12. März 1968), Maler und Graphiker[32]
- Friedrich Michael Münzing (* 30. März 1807; † 29. November 1879 in Heilbronn), Unternehmer
- Dietrich Schmoll (* 19. Oktober 1930; † 25. November 2024), Missionsarzt
- Gerhard Götz (* 5. Juni 1931; † 3. Juli 2024), Weinbaufachmann
- Monika Helbing (* 16. November 1953), ehemalige Terroristin

### Persönlichkeiten, die vor Ort gewirkt haben
- Hans Epple (* 29. Januar 1927; † 3. Juni 2006), Künstler, lebte in Flein und schuf – neben dem Fleiner Wappen – in Heilbronn, Flein und anderen Orten im Landkreis Heilbronn Skulpturen, Mosaike, Wandmalereien und künstlerische Glasfenster.[33]
- Werner Schweikert (* 26. Januar 1933; † 8. März 2005), Bibliograf und Verleger